# José de Uña Zugasti
José de Uña Zugasti nace en Alburquerque, Badajoz, 1945. Escritor, realizador de cine y vídeo, técnico en imagen. En 1983 fija su residencia en Aragón para trabajar como Técnico de Imagen del Departamento de Cultura y Turismo del Gobierno de Aragón, y desde 1989 está empadronado en Torres de Berrellén, Zaragoza.
Titulado en Guion por la Escuela Oficial de Cinematografía, Diplomado en Historia y Estética del Cine por la Universidad de Valladolid, y diversos estudios de periodismo, filosofía y letras, marketing, publicidad, dirección comercial y relaciones públicas en empresas editoriales. Su labor docente ha estado básicamente orientada al guion y lenguaje cinematográficos sobre los que ha impartido numerosos cursos en diferentes C.E.P.S. y Universidad de Verano de Teruel, I.N.E.M. de Zaragoza e IberCaja. También ha sido profesor de Guion en la Escuela de Cine de Aragón.
De su múltiple actividad cinematográfica -guionista, realizador, productor, gestor de casting...- merece reseñarse: Seis guiones para la serie Curro Jiménez de TVE., guiones y realizaciones en diferentes producciones videográficas del Gobierno de Aragón (Concierto Mudéjar, Mesa de Trabajo en Torno a Luis Buñuel, Primera Abstracción de Zaragoza, etc.). A su cargo corrió la gestión administrativo-financiera del casting en Aragón de Las aventuras del Barón de Münchausen de Terry Gilliam (1988), rodada en parte en Belchite (Zaragoza). Ha sido Productor Delegado del Departamento de Educación y Cultura en numerosas actuaciones, de las que conviene resaltar Aragón: Un espacio de cine, guía de recursos cinematográficos para profesionales de producción (1993).
Ha publicado, entre otros: El crimen del cura de Val de san Martín (Albia-Espasa Calpe, 1985), Hospital de Nuestra Señora de Gracia (Primer accésit del «Premio de Relatos Ciudad de Zaragoza, 1985), Nariz de cuero (Col. «Crónicas del Alba», Gobierno de Aragón, 1992), Destierro (Premio de novela Felipe Trigo 1992, Ed. Bitácora, 1993), En el vientre del gran pez (Premio de novela «Camilo José Cela», Ed. Diputación de Guadalajara, 1997), Una perra gorda de pipas (Premio de «Cuentos de Cine ‘El Verdugo’», 1998), Sonata de Tinieblas (Premio de novela «Carolina Coronado», Zócalo Ed., 1999), y El milenio que viene en Marienbad (en el volumen colectivo «La lucidez de un siglo», Ed. Páginas de Espuma, 1999). Paisaje de ensueño en 2020.